# Catarina Leite
Catarina dos Anjos de Almeida Leite Oralová (* 20. Januar 1983 in Odivelas) ist eine portugiesische Schachspielerin. Sie ist die einzige portugiesische Schachspielerin, der es je gelang, den Titel Internationaler Meister der Frauen (WIM) verliehen zu bekommen. Diesen bekam sie im Jahr 2000.

## Leben
Catarina Leite gewann sieben portugiesische Jugendmeisterschaften, 1992 und 1993 in der Altersklasse U10 weiblich, 1994 in der Altersklasse U12, 1995 in der Altersklasse U12 weiblich, 1996 in der Altersklasse U14, 1997 in der Altersklasse U14 weiblich und 1998 in der Altersklasse U16 weiblich. Die portugiesische Einzelmeisterschaft der Frauen konnte sie zwischen 1999 und 2006 achtmal in Folge gewinnen. 2006 qualifizierte sie sich als einzige Frau in der Schachgeschichte des Landes für die Endrunde der portugiesischen Einzelmeisterschaft. 2012 gewann sie das Internationale Cuca-Frauenturnier in Luanda vor Alina l’Ami.
Mit der portugiesischen Frauennationalmannschaft nahm sie am ersten Brett an sechs Schacholympiaden teil: 2000, 2004, 2006, 2008, 2010 und 2012 mit einem Gesamtergebnis von 30 Punkten aus 64 Partien (+23 =14 −27) sowie an der Mannschaftseuropameisterschaft 1999. Sie spielte auch bei verschiedenen direkten Ländervergleichen für Portugal. Vereinsschach spielte sie früher in ihrer Heimatstadt für den GC de Odivelas, später für die GD Diana Évora, mit der sie 2007/08 die portugiesische Mannschaftsmeisterschaft gewann. 2011 spielt sie für Mata de Benfica, einen Verein aus Lissabon.